# Föhrenschacherl
Föhrenschacherl ist eine Katastralgemeinde der Statutarstadt Steyr.

## Geographie
Die Katastralgemeinde Föhrenschacherl liegt im Nordwesten der Stadt. Mit 313,4 Hektar erstreckt sie sich von der Mitte des Steyrflusses linksufrig am Stadtrand bis in den Enzengarner Wald. Sie umfasst den ganzen Stadtteil Gründberg, der sich bis zur Wolfernstraße (L564) erstreckt, mitsamt der Gründbergsiedlung und Damm, und den Süden von Stein um Weinzierl.
| Judendorf (Gem. Wolfern, Bez. Steyr-Land)  |                                             | Stein |
| Gründberg (Gem. Sierning, Bez. Steyr-Land) | Kompassrose, die auf Nachbargemeinden zeigt |       |
| ∗                                          | Christkindl                                 | Steyr |

∗ In einem Punkt in der Steyr auch Pergern (Gem. Garsten, Bez. Steyr-Land)

## Geschichte
Im vorher nur landwirtschaftlichen Raum östlich von Sierning entstand am Steyrer Stadtrand 1935 eine erste Einfamilienhaussiedlung, die Gründbergsiedlung.
Die Katastralgemeinde wurde 1938 gebildet, als diese Teile zur Stadt Steyr kamen. Ein Teil bildete dann nach dem Krieg den seinerzeitigen VIII. Bezirk Grünberg der Stadt, die nordöstlichen Teile kamen mit Teilen der im selben Jahr aufgelösten Gemeinde Gleink zum 1930 begründeten III. Bezirk Stein (diese Bezirke werden seit den 1990er Jahren nurmehr als statistische Bezirke Gründbergsiedlung respektive Tabor (West), Stein (Süd) geführt).
Die Steyrer Katastralgemeinde hieß bis Ende der 1950er Jahre  noch – wie die Sierninger Katastralgemeinde – ebenfalls Gründberg, erhielt dann aber einen unverwechselbaren Namen. Föhrenschacherl ist der Name eines Hains, der sich beim alten Richtplatz der Stadt Steyr befand, etwa wo heute das Pyhrn-Eisenwurzen Klinikum Steyr (vormals Landeskrankenhaus) ist. Der Name steht zu Schachen‚ Gehölz‘.

## Nachweise
1. 1 2  Wilhelm Rausch, Hermann Rafetseder: Gebiets- und Namensänderungen der Stadtgemeinden Österreichs seit der Mitte des 19. Jahrhunderts. (= Forschungen zur Geschichte der Städte und Märkte Österreichs. Band 2). Linz 1989, ISBN 3-900387-22-2, S. 261 (eingeschränkte Vorschau in der Google-Buchsuche).
2. ↑  Verordnung des Landeshauptmannes von Oberösterreich vom 30. September 1938 über die Vereinigung von Gebietsteilen der Ortsgemeinden Garsten, Gleink und Sierning mit der Stadtgemeinde Steyr. LGBl. Nr. 61/1938 14. Stück (in Kraft getreten 15. Oktober d. J. lt. § 7 und § 2 63/1938; EReader, ALEX Online).
3. ↑  Gesetz betreffend die Wiederinkraftsetzung des mit dem Gesetz vom 18. März 1930, LGBl. Nr. 13/1930, erlassenen Gemeindestatuts für die Stadt Steyr. LGBl. Nr. 41/1948 20. Stück (online, ris.bka).
4. ↑  Gesetz vom 18. März 1930, womit ein Gemeindestatut für die Stadt Steyr erlassen wird. LGBl. Nr. 13/1930 12. Stück (EReader, ALEX Online).
5. ↑  Kundmachung der o.ö. Landesregierung über die Wiederverlautbarung des Statutes für die Stadt Steyr LGBl. Nr. 9/1992 6. Stück (i.d.g.F. online, ris.bka).
6. ↑  Siehe Statistische Bezirke. Statistische Zonen. Magistrat Steyr, Planungdatum 2008 (beide pdf, abgerufen am 8. Juli 2018).
7. ↑  Der Schmied beim Föhrenschacherl. In: Franz Harrer: Sagen und Legenden von Steyr. Wilhelm Ennsthaler Verlag, Steyr 1980, S. 34 f (online, auf Sagen.at) >> Traditionelle Sagen.
8. ↑  Im Franziszäischen Kataster (um 1830) als Richt Platz noch verzeichnet (alle Landesaufnahmen DORIS: Erste Landesaufnahmen oder online auf Arcanum/Österreichisches Staatsarchiv: mapire.eu).